# Hans-Ulrich Jörges

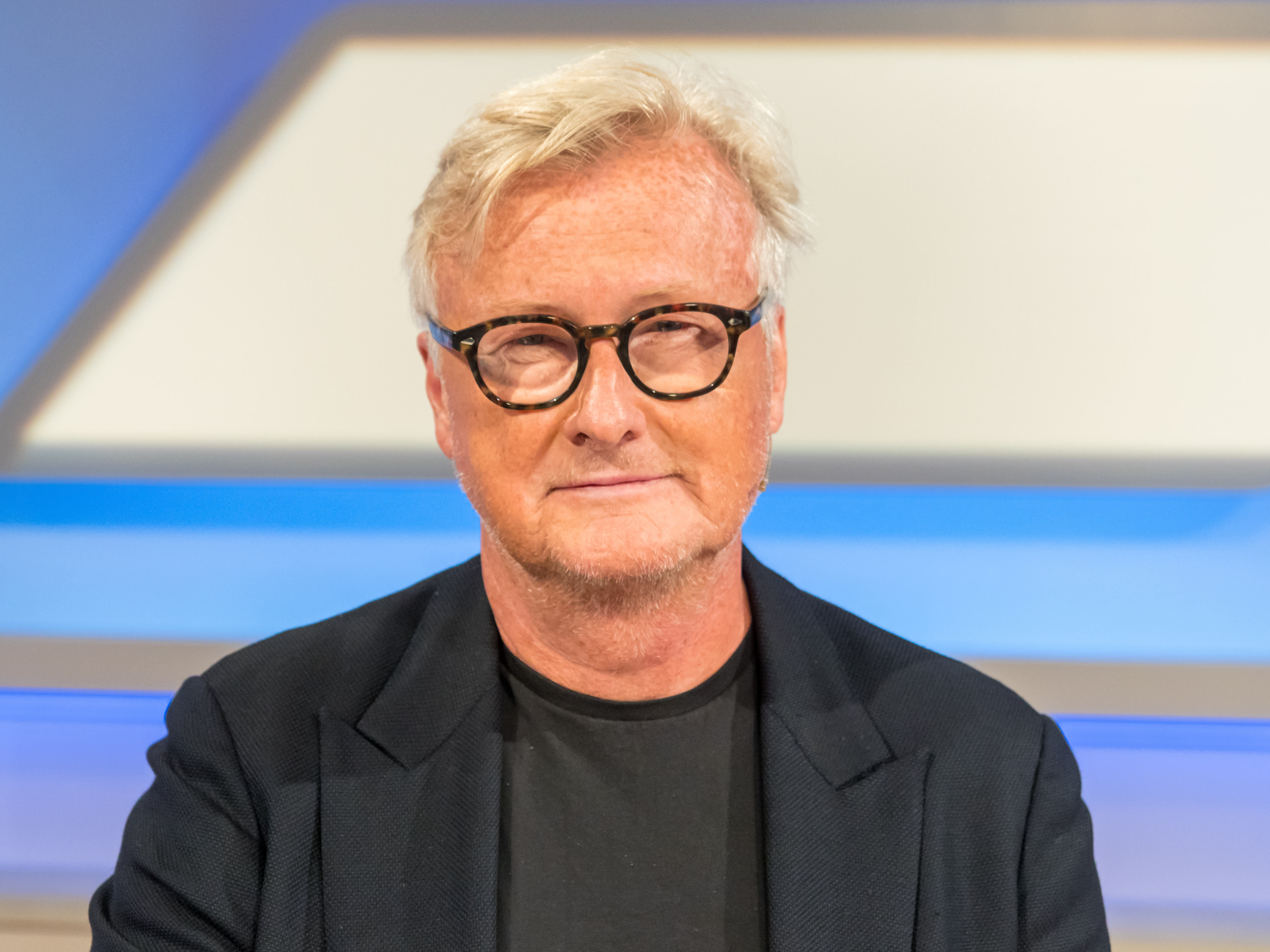
Hans-Ulrich Jörges (2019)

Hans-Ulrich Jörges (* 8. Dezember 1951 in Bad Salzungen) ist ein deutscher Journalist und Kolumnist. Er war von 2007 bis 2017 Mitglied der Chefredaktion der Illustrierten Stern und Chefredakteur für Sonderaufgaben des Verlags Gruner + Jahr.

## Leben
Jörges wurde im thüringischen Bad Salzungen geboren und lebte bis 1957 in der DDR. In seinem sechsten Lebensjahr siedelte seine Familie in die Bundesrepublik über. Er wuchs in Fulda auf und zog später nach Frankfurt am Main, wo er nach dem Abitur in Kontakt mit der linken Szene stand und in einem kleinen linken Verlag arbeitete, wo er u. a. Wilfried Böse und Johannes Weinrich kennenlernte. Die Erfahrungen mit der militanten Linken ernüchterten ihn. Er absolvierte parallel „in einem Spagat“ ein Volontariat bei der Nachrichtenagentur Vereinigte Wirtschaftsdienste (VWD). Anschließend arbeitete er als Chef vom Dienst für VWD. Gleichzeitig studierte er Gesellschaftswissenschaften und lebte in einer Wohngemeinschaft ohne Privatbesitz. Das Studium brach er ab.
1977 wurde er stellvertretender Leiter des Inlandsressorts der Nachrichtenagentur Reuters in Bonn. Er leitete von 1979 bis 1981 das Berliner Agenturbüro, anschließend das in München. 1985 holte ihn Heiner Bremer zum Bonner Büro des Stern, 1986 ging er als Korrespondent für die Süddeutsche Zeitung nach Düsseldorf. 1989 wurde er beim Stern Ressortleiter Politik, 1990 stellvertretender Chefredakteur.
1992 wechselte er in die Entwicklungsredaktion der im Aufbau befindlichen neuen Wochenzeitung Die Woche. Seit Erscheinen der ersten Ausgabe im Februar 1993 war er zunächst Chef des Politikressorts, dann stellvertretender Chefredakteur. Von Januar bis Dezember 2001 war er Chefredakteur des Wochenblattes.
Ab Mai 2002 war Jörges wieder stellvertretender Chefredakteur des Stern und leitete bis August 2007 das Hauptstadtbüro in Berlin. Ab September 2007 war er Mitglied der Chefredaktion des Stern und Chefredakteur für Sonderaufgaben des Verlages Gruner + Jahr. Der Stern enthüllte unter seiner Leitung die Affäre um Verteidigungsminister Rudolf Scharping (SPD) und PR-Berater Moritz Hunzinger, die zum Sturz Scharpings führte. In seiner wöchentlichen Kolumne Zwischenruf kommentiert er das politische Geschehen in Deutschland.
Im Jahr 2004 wurde Jörges zum Journalisten des Jahres in der Kategorie „Politik“ gewählt. Die britische Financial Times zählte ihn 2006 zu den einflussreichsten Kommentatoren der Welt. 
Ab Dezember 2007 moderierte Jörges das Webformat des Spiegels, Café Einstein. Im Frühjahr 2009 war Jörges Initiator der Europäischen Charta für Pressefreiheit, die von 48 Chefredakteuren und leitenden Journalisten aus 19 Staaten auf einer Konferenz in Hamburg verabschiedet und anschließend von mehreren hundert Journalisten sowie Journalisten-Verbänden aus knapp 30 Staaten unterzeichnet wurde. Am 9. Juni übergab Jörges die Charta in Brüssel an die EU-Kommission mit der Aufforderung, ihr in der Gemeinschaft Geltung zu verschaffen und ihre Annahme bei EU-Erweiterungen zur Bedingung zu machen.
Gemeinsam mit dem ZDF-Journalisten Guido Knopp gründete Jörges das gemeinnützige Projekt Gedächtnis der Nation, das Erinnerungen von Zeitzeugen an die deutsche Geschichte in Form von Video-Interviews aufzeichnet und im Internet für nachfolgende Generationen, insbesondere für Schulen und Universitäten, dauerhaft aufbewahrt. Das Portal startete am 6. Oktober 2011, seither fährt ein als TV-Studio eingerichteter, sogenannter Jahrhundertbus durch Deutschland, um Zeitzeugen zu befragen. Bundespräsident Christian Wulff war Schirmherr des Projekts, Kulturstaatsminister Bernd Neumann Vorsitzender des Kuratoriums. Später war Joachim Gauck in seiner Funktion als Bundespräsident Schirmherr des Vereins.
Jörges gehört dem Kuratorium der Freundesgesellschaft des Goethe- und Schiller-Archivs in Weimar, dem Kuratorium der Hamburger Stiftung für Zukunftsfragen sowie der Carl Friedrich von Weizsäcker-Gesellschaft an.
In den 2010er Jahren wurde Jörges durch seine Präsenz bei Talkshows mit politischen Themen einer breiten Öffentlichkeit bekannt.
Am 30. Juni 2017 schied Jörges altersbedingt aus der Stern-Redaktion aus. Bis Ende Juli 2020 war er weiterhin als Kolumnist für den Stern tätig.
Seit dem Start des TV-Senders Bild im Sommer 2021 ist Jörges dort regelmäßig Talkgast in der Sendung Viertel nach Acht.
2021 veröffentlichte er seine Autobiografie Der Schrei des Hasen, deren Titel auf seine Abkehr vom militanten linken Milieu der 1970er Jahre anspielt.

## Privates
Jörges ist in zweiter Ehe verheiratet mit der Journalistin Christiane Gerboth-Jörges.

## Kritik
Im Mai 2006 geriet Jörges in die Kritik mit einem Kommentar zu Hartz IV unter der Überschrift „Der Kommunismus siegt – Arbeit wird verhöhnt, Nichtstun belohnt“. Er sprach darin und in einer Sendung von Sabine Christiansen in der gleichen Woche von „2000 Euro Sozialleistungen“, die Familien mit mehreren Kindern unter „günstigsten Umständen“ bekommen könnten. Auf Anfrage der taz räumte er ein, dass er der Rechnung die Ausnahmesituation des Übergangs von Arbeitslosengeld zu Arbeitslosengeld II zugrunde gelegt hatte.
Im Januar 2014 wurde er zusammen mit dem Moderator Markus Lanz für schlechten Diskussionsstil gegenüber Sahra Wagenknecht kritisiert („Lanz und Jörges schmieden Allianz“). Jörges kommentierte dies daraufhin in einem Internetvideo, das auf der Website des Stern veröffentlicht wurde. Er bezeichnete die Entrüstung als „Shitstorm von links“, der auf eine „Tabuisierung von kritischer Auseinandersetzung mit Sahra Wagenknecht“ abziele, da diese die „wirksamste propagandistische Waffe der Linken“ sei.
Im März desselben Jahres wurde Jörges von der Tageszeitung Die Welt kritisiert, er habe in der Talkshow Günther Jauch über Uli Hoeneß’ Steueraffäre „intimes Wissen hemmungslos“ ausgeschlachtet und sich „munter an den Verschwörungstheorien rund um den Fall beteiligt“.
Im Mai 2022 äußerte Jörges, die Teilung der Ukraine sei der einzige Weg, Frieden zu erreichen. Einen Sieg der Ukraine auf dem Schlachtfeld hält Jörges für illusorisch. Die Teilung der Ukraine an den aktuellen Fronten wäre im Kontext der militärischen Pattsituation ein Kompromiss. Dies stieß auf Kritik, da andere Kommentatoren und Journalisten sehr wohl einen Sieg der Ukraine für möglich halten und es nicht sein könne, dass die Regierung Putin noch mehr territoriale Gebiete durch ihre militärischen Aggressionen erhalten dürfe.

## Werke
- mit Manfred Bissinger: Der unbequeme Präsident: Roman Herzog im Gespräch mit Manfred Bissinger und Hans-Ulrich Jörges. Hoffmann und Campe, Hamburg 1995, ISBN 3-426-80076-4.
- mit Manfred Bissinger: SPD, Anpassung oder Alternative? Volk und Welt, Berlin 1989, ISBN 3-353-00996-5.
- als Hrsg.: Der Kampf um den Euro. Hoffmann und Campe, Hamburg 2001, ISBN 3-455-10368-5.
- Regierung verzweifelt gesucht. Econ, Berlin 2009, ISBN 978-3-430-20085-1.
- Stille Invasion. Roman. be.bra, Berlin 2021, ISBN 978-3-86124-752-4.
- Der Schrei des Hasen: Lebensbeichte eines Kolumnisten. Autobiografie, Edel Books, Hamburg 2021, ISBN 978-3-8419-0807-0.
- mit Axel Vormbäumen: Abaddon. Der Schritt zum Abgrund. Thriller. Lübbe, Köln 2023, ISBN 978-3-7577-0009-6.
- Der Kobaltkanzler: Ein deutscher Albtraum. Roman. Osburg, 2025, ISBN 978-3-95510-363-7.

## Auszeichnungen
- 2004: Journalist des Jahres in der Kategorie Politik[18]
- 2008: Pfeifenraucher des Jahres[19]
- 2014: Georg-Scheu-Plakette[20]